# 무르탈라 모하메드
무르탈라 라마트 모하메드(Murtala Ramat Mohammed, 1938년 11월 8일~1976년 2월 13일)는 나이지리아의 군인이자 정치가로, 제4대 나이지리아의 대통령을 지냈다.
모하메드는 1966년 1월 15일에 쿠데타를 일으켜 권력을 잡은 남부 기독교 세력인 존슨 아그이 이론시 대통령의 반대 세력인 북부 이슬람교 세력이었고, 7월 29일 야쿠부 고원과 함께 쿠데타를 일으켜 그를 암살하고 권력을 장악했다.
이후 비아프라 전쟁이 일어나자 정부군 2사단을 이끌고 중서부 지역에서 비아프라 군대를 격파한 후 니제르강을 건너 나수카와 에누구까과정에서하며 중서부 지역에 거주하는 기독교 세력인 이그보족을 박해하며 전쟁 범죄를 저질렀다. 다시 니제르 강 주변 지역에서 비아프라 군대와 여러 차례 전투를 치르고 1970년 전쟁을 종전했다.
나이지리아로 돌아온 후 고원 정부의 지지도 하락과 부정부패 등으로 환멸을 느끼던 중 1975년 7월 29일 군부와 함께 쿠데타를 일으켜 우간다에 아프리카 통일 기구 회의를 위해 체류하던 고원을 축출시키고 4대 대통령으로 선출되었다. 하지만 부패는 줄지 않았고 이에 북부 지역에 개발과 개혁 정책을 집중시키고 무장 세력 지역의 군인 10만 명을 제대시켰다.

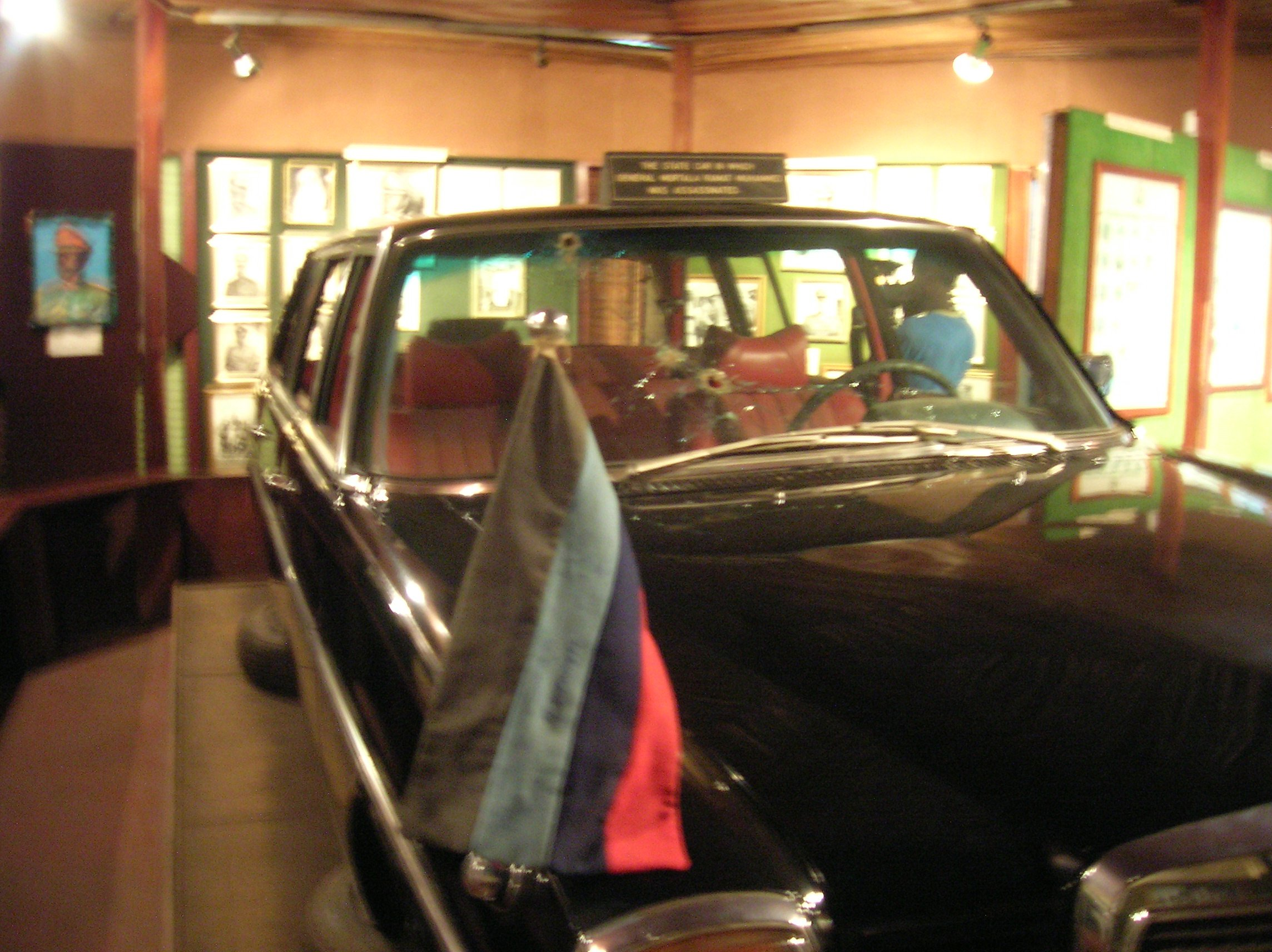
무르탈라 모하메드가 암살당한 차로 앞 유리창에 총구멍이 나 있다.

그리고 각종 개발 사업과 공공 사업을 계획하다가 1976년 2월 13일 라고스의 워릭 대학교에서 차를 타고 행사를 치르던 중 고원을 지지하는 쿠데타 세력에게 암살당했고 사후 그의 후계자 올루세군 오바산조가 쿠데타를 진압하고 나이지리아 최초의 민간 정부를 수립하였다.